# 塔马塔夫海战
塔马塔夫海战（又名馬達加斯加之戰、1811年5月20日行动）是拿破仑战争期间发生在马达加斯加塔马塔夫附近的一场海战，交战双方为英国与法国。这场战斗是毛里求斯战役的最后一战，法国在本战中落败并彻底失去了对毛里求斯附近海域的控制。